# Yucca intermedia
Yucca intermedia McKelvey es una especie de planta fanerógama perteneciente a la familia Asparagaceae, con el nombre común "yucca intermedia". 

## Descripción
Es una planta relativamente pequeña que forma grupos de rosetas. 

## Distribución y hábitat

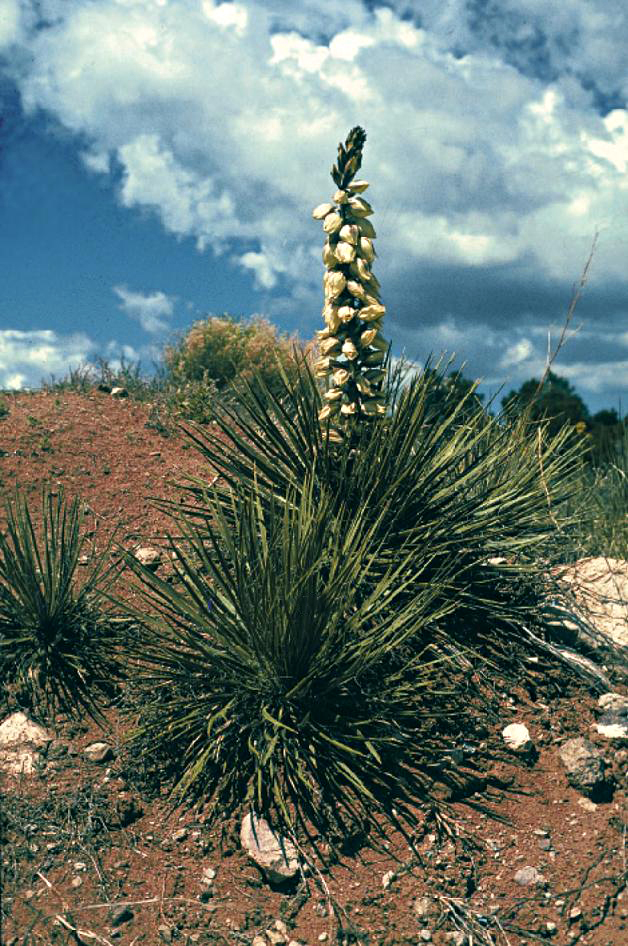

Es originaria de los bosques de enebro-pino de EE. UU. en el Estado de Nuevo México, donde se encuentra a una altitud de 1000-2100 metros.

## Taxonomía
Yucca intermedia fue descrita por Susan Adams McKelvey y publicado en Yuccas of the Southwestern United States 2: 116–122, map 4, pl. 44–47. 1947.
Etimología
Yucca: nombre genérico que fue nombrado por Carlos Linneo y que deriva por error de la palabra taína: yuca (escrita con una sola "c").
intermedia: epíteto latíno que significa "intermedia".
Sinonimia
- Yucca baileyi subsp. intermedia (McKelvey) Hochstätter
- Yucca baileyi var. intermedia (McKelvey) Reveal
- Yucca intermedia var. ramosa McKelvey[7][8]